# عزل كهربائي

المحول الكهربائي هو المثال الأكثر انتشارا للعزل الغلفاني.

يعتبر العازل الكهروضوئي طريقة شائعة جدًا للعزل في الدوائر الرقمية.

العزل الكهربائي أو العزل الغلفاني (بالإنجليزية: Galvanic isolation)‏ هو مبدأ عزل كل قسم فعال عن الآخر في الأنظمة الكهربائية، لمنع سريان التيار الكهربائي بينهم، وذلك بعدم السماح لوجود مسار توصيلي. يمكن رغم انفصال الأقسام تبادل المعلومات والطاقة ما بين قسم وآخر بوسائل أخرى، منها السعة والحث والموجات الكهرومغناطيسية وغيرها من الوسائل البصرية والصوتية والميكانيكية، مثل:
- عازل كهروضوئي
- مقاومة مغناطيسية كبرى
- محول
- مكثف
- مرحل

يستخدم العزل الغلفاني عندما يتوجب أن يكون ثمة تواصل (تبادل معلومات) بين دائرتين كهربائيتين، لكن يستعصي على المصمم ضمان جهد مستوى أرضي موحد، فقد يختلف جهد المستوى الأرضي في الدائرة الأولى عن المستوى الأرضي في الدائرة الثانية. وهي وسيلة فاعلة لكسر الحلقات الأرضية (ground loop) لأنها تمنع جريان تيارات غير مرغوب فيها بين وحدتين لهما أرضي مشترك.
يستعمل العزل الغلفاني أيضا لضمان الأمان، فإنه يمنع التيارات غير المتوقعة من الوصول إلى المستوى الأرضي الأدنى بالمرور خلال جسم الإنسان.